# 安诺本角鸮
安诺本角鸮（學名：Otus feae）是一種特有於赤道幾內亞安諾本島的貓頭鷹。據估計，目前該物種的數量約為50至249隻，且由於棲息地的改變和破壞，族群數量正持續下降。1903年，托馬索·薩爾瓦多里（Tommaso Salvadori）在描述此物種時指出，這種鳥在島上海拔400至500米的林區十分豐富。此後關於該鳥的目擊報告則非常少。
關於安諾本角鸮的資料相當有限。它被認為與非洲角鸮具有相似的特徵，但翼長較短，約為120至135毫米。